# Jan Johnson
Jan Eric Johnson (ur. 11 listopada 1950 w Hammond, zm. 23 lutego 2025 w Atascadero) – amerykański lekkoatleta, skoczek o tyczce.
Jego córka Chelsea również uprawiała skok o tyczce (jest m.in. srebrną medalistką mistrzostw świata).

## Osiągnięcia
- złoto podczas igrzysk panamerykańskich (Cali 1971)
- brązowy medal igrzysk olimpijskich (Monachium 1972)

## Rekordy życiowe
- skok o tyczce - 5,50 (1972)